# The Olatunji Concert: The Last Live Recording
The Olatunji Concert: The Last Live Recording ist ein Jazz-Album von John Coltrane, aufgenommen am 23. April 1967 im Olatunji Center of African Culture, New York City. Es war der letzte mitgeschnittene Live-Auftritt John Coltranes vor seinem Tod am 17. Juli 1967. Der Konzertmitschnitt wurde 2001 auf Impulse! Records veröffentlicht.
The Olatunji Concert gilt als ein beeindruckendes Zeugnis von Coltranes musikalischem Talent und seiner innovativen Herangehensweise an den Jazz. Es zeigt seine Fähigkeit, komplexe Melodien und improvisierte Soli zu spielen, während er gleichzeitig eine tiefe emotionale Verbindung zur Musik herstellt.

## Das Olatunji-Konzert
Das Olatunji-Konzert gilt als historisches Dokument von Coltranes letzten Konzertmitschnitt drei Monate vor seinem Tod an Leberkrebs. Coltrane spielte dann noch am 7. Mai mit seiner Band in Baltimore, jedoch gibt es davon keine Mitschnitte.
Das Olatunji Center of African Culture war nach seinem Gründer, dem Perkussionisten Babatunde Olatunji benannt und befand sich in der 43 E, 125 Street New Yorks. Coltrane war seit 1961 mit Olatunji befreundet, seit sie mit ihren Bands im New Yorker Club Village Gate aufgetreten waren. Coltrane und Olatunji planten, gemeinsam Afrika zu bereisen; der Saxophonist unterstützte dann Olatunjis Projekt eines Kulturzentrums mit Geldzuwendungen. Coltranes Band hatte schließlich auch den ersten Auftritt in dem am 27. März neu eröffneten Zentrum; hierzu hatte Olatunji ein Programm mit dem Titel Roots of Africa erarbeitet, dessen Bestandteil das Coltrane-Konzert war. Coltrane bezog sich auf diesen Programmschwerpunkt durch die Aufnahme der weiteren Perkussionisten in die Band und des afro-brasilianischen Folksongs Ogunde Varere. Die Coltrane-Band trat insgesamt zweimal, um 16.00 und um 18.00 Uhr auf; der Mitschnitt von Bernard Drayton stammt vom ersten Konzert.
An dem Konzert im April 1967 wirkten neben den regulären Bandmitgliedern, mit denen Coltrane seit 1966 arbeitete, wie Coltranes Frau, der Pianistin Alice Coltrane, dem Tenorsaxophonisten Pharoah Sanders, dem Bassisten Jimmy Garrison und dem Schlagzeuger Rashied Ali noch die Perkussionisten Algie DeWitt (an der Batá-Trommel) und Jumma Santos mit. Der erste Titel des Konzertes, Ogunde begann nach einer kurzen Ansage des Pianisten Billy Taylor („[…] one of the most remarkable forces in jazz.“). Der hier gespielte Titel hat mit der impressionistischen Version auf dem Studioalbum Expression wenig gemein; während die Studio-Version gerade einmal dreieinhalb Minuten dauerte, dehnten Coltrane und seine Mitspieler das improvisierte Spiel auf fast eine halbe Stunde aus, mit langen solistischen Abschnitten voll berstender Intensität. Ogunde basiert auf dem Folksong Ogunde Varere; Coltrane kannte das Stück vom Arrangement des Komponisten Francisco Ernani Braga. Braga übersetzte den Titel mit Prayer of the Gods und beschrieb ihn als einen Negro Spiritual in afrikanischem Dialekt.
John Coltrane spielte ein erstes Solo und übergab dann an den Saxophonisten Pharoah Sanders; dieser spielte seine in den höchsten Registern schreienden Töne, immer wieder durchsetzt mit kurzen Melodie-Abschnitten, und schaffte so ein hohes Level an Intensität. Alice Coltrane folgte mit einer „Salve aus Sechzehntel-Noten“ (Wild), bevor sie wieder die Melodie des Stücks zu Gehör brachte. Coltrane kehrte dann mit seinem solistischen Spiel zurück, um die Extreme des Saxophonspiels auszuloten. My Favourite Things, das zweite Stück des Konzertes, war ein Klassiker Coltranes seit dem gleichnamigen Atlantic-Album von 1961. Nach Ansicht David Wilds ist diese letzte Version des Broadway-Klassikers My Favourite Things „Lichtjahre entfernt vom Ursprung des Stücks“. Es begann mit einem längeren, düsteren Bass-Solo von Jimmy Garrison, das „wie die Ruhe vor dem Sturm“ sei, schrieb David Wild in den liner notes. „Coltrane beginnt auf dem Sopran, nasal, eckig. Fetzen des Themas werden nur kurz angespielt. Sanders baut ein Solo aus Klangfragmenten auf, bevor Coltrane wieder übernimmt und zum Schluss mit Sanders zusammenspielt.“

## Bewertung des Albums
Richard Cook und Brian Morton, die in ihrem Penguin Guide to Jazz das Album aus ihrer regulären Bewertung ausnehmen, betrachten es als historisches Dokument in allerdings miserabler Klangqualität, das anscheinend nicht mit der Absicht einer späteren Veröffentlichung aufgenommen wurde. Das Olatunji-Konzert sei ein „wilder, ungestümer Auftritt, stark dominiert durch Pharoah Sanders, der dabei sei, den Mantel seines Freundes abzuschütteln“. Damit dokumentiere das Album die Richtung, die Coltranes Musik genommen hätte, wäre er nicht drei Monate später gestorben.
Das Magazin Rolling Stone wählte das Album 2013 in seiner Liste Die 100 besten Jazz-Alben auf Platz 88.

## Die Titel
- John Coltrane – The Olatunji Concert: The Last Live Recording (Impulse 589 120-2)

1. Introduction by Billy Taylor :35
2. Ogunde (Coltrane) 28:25
3. My Favourite Things (Richard Rodgers/Oscar Hammerstein) 34:38

- Das Frontcover des Albums gibt einen Ausschnitt des Original-Konzertplakats wieder, auf dem Coltrane Flöte spielt. Das vollständige Plakat ist im Innenteil des Albums wiedergegeben.